# 카트리지 (만년필)
카트리지(영어: Cartridge)는 만년필에서 잉크가 든 일회용 플라스틱 통 또는 그것을 끼워서 쓰는 방식을 말한다.

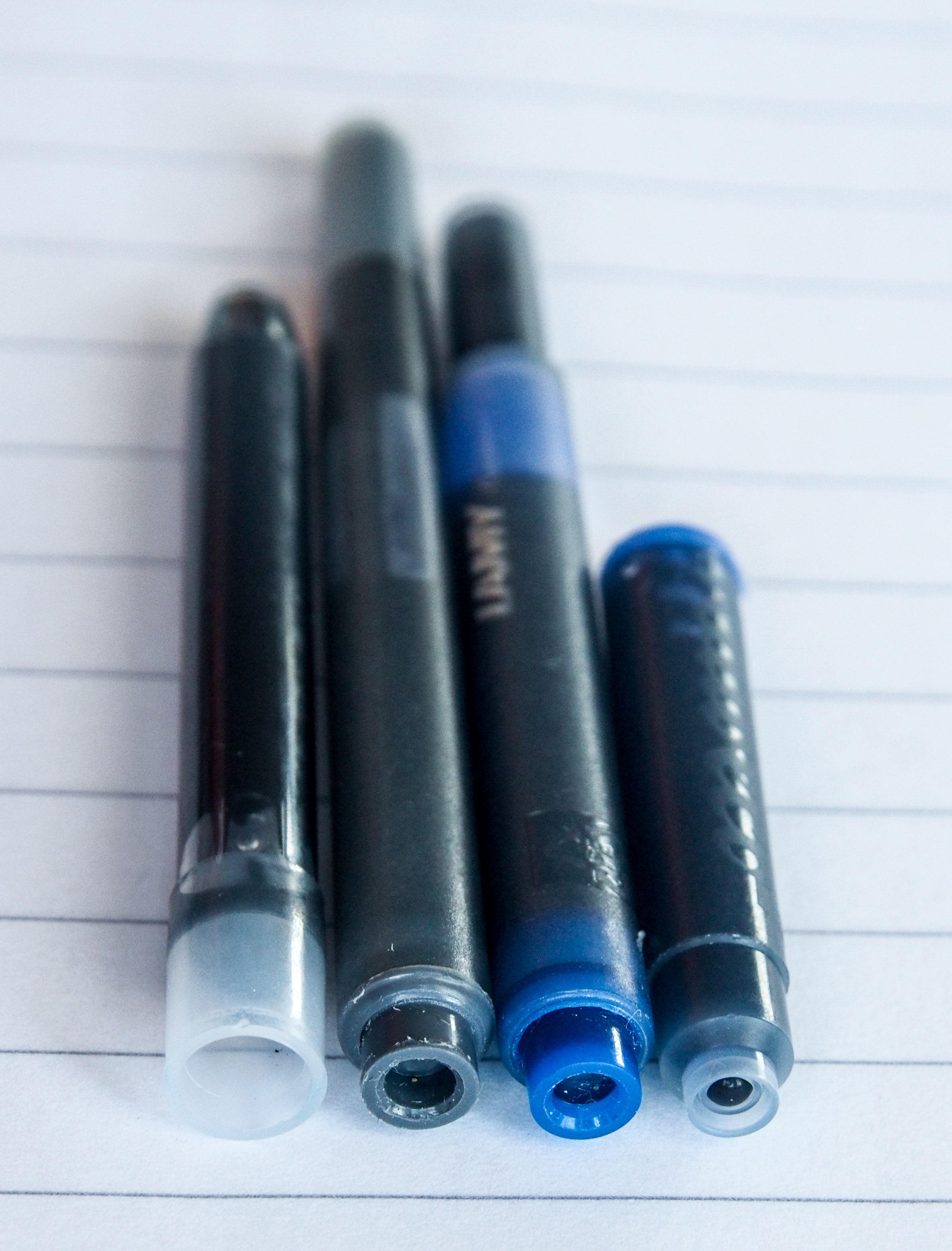
잉크 카트리지의 모습이다.

웬만한 충격에는 잉크가 새는 일이 없어 보관이 용이하며 단순히 카트리지를 교체하는 것만으로도 만년필 잉크를 충천할 수 있어 최근 저가형 만년필 등에서 많이 사용되고 있다. 아이드로퍼처럼 다 쓰고서 약국에서 구입 가능한 주사기로 잉크를 다시 채우는 식으로 사용하는 사람도 있다.
스테들러나 로트링 등에서 카트리지를 따로 팔고있다.